# Bölesjön, Östergötland
Bölesjön är en sjö i Kinda kommun i Östergötland och ingår i Motala ströms huvudavrinningsområde. Sjön har en area på 0,114 kvadratkilometer och ligger 187,4 meter över havet.

## Delavrinningsområde
Bölesjön ingår i det delavrinningsområde (642167-147989) som SMHI kallar för Utloppet av Tidersrumssjön. Medelhöjden är 204 meter över havet och ytan är 11,12 kvadratkilometer. Det finns inga avrinningsområden uppströms utan avrinningsområdet är högsta punkten. Vattendraget som avvattnar avrinningsområdet har biflödesordning 5, vilket innebär att vattnet flödar genom totalt 5 vattendrag innan det når havet efter 168 kilometer. Avrinningsområdet består mestadels av skog (64 procent) och jordbruk (15 procent). Avrinningsområdet har 1,18 kvadratkilometer vattenytor vilket ger det en sjöprocent på 10,6 procent.